# Kano Omata
Kano Omata (小俣 夏乃, Omata Kano) est une nageuse synchronisée japonaise née le 24 juillet 1996 à Chigasaki. Elle remporte la médaille de bronze du ballet aux Jeux olympiques d'été de 2016 à Rio de Janeiro.